# 名前のない空を見上げて
「名前のない空を見上げて」（なまえのないそらをみあげて）は、MISIAの14枚目のシングル。2004年7月7日発売。発売元はRhythmedia Tribe。

## 解説
前作から約7か月ぶりのリリース。
本作はNHK連続テレビ小説『天花』の主題歌。楽曲には“名前のない空を見上げても、心に花を咲かせていけたら”という願いが込められている。
作曲は玉置浩二が手掛けており、コーラスにも参加、後にセルフカバーも行っており、こちらではMISIAがコーラスで参加している。
本作は、6thシングル「Escape」以来2度目となる、自身の誕生日である7月7日に発売された。
ライブDVD『星空のライヴII 〜Acoustic Live in Okinawa〜』と同時発売。

## 収録曲
1. 名前のない空を見上げて [5:19]
作詞：MISIA / 作曲：玉置浩二 / 編曲：重実徹
  - NHK連続テレビ小説『天花』主題歌
2. 名前のない空を見上げて (Instrumental) [5:21]

## カバー
- 玉置浩二：シングル「愛されたいだけさ」（2005年）
- 大貫妙子：アルバム『Voice Colors - あなたといたところ』（2007年）
- 火野正平 :『ウーマン達への子守唄』(2009年)